# Йоаким I Константинопольський
Йоаким I — двічі Вселенський Патріарх в період 1498–1502 років та у 1504 році.

## Біографічні дані
До обрання він був митрополитом Драмським, молодий, не особливо освічений, але доброчесний і улюблений народом.
Восени 1498 року він був обраний патріархом за підтримки Костянтина II Грузинського, змінивши Ніфонта, якого підтримували правителі Валахії. Він був вченим Патріархом і відзначився своїм внеском у Вселенський Патріархат. Після свого обрання він об'їздив різні провінції, а в 1500 році відправився в Іберію (Грузія).
Завдяки підступам амбітного силіврійського митрополита, він потрапив у немилість султана Баязида II. У 1502 році, коли султан був у передмісті Хрісокерамоса, він побачив нову будівлю з черепичним дахом, і як тільки йому повідомили, що це християнський храм, який був зведений без його дозволу, він розлютився і наказав зняти Патріарха Йоакима.
На престол був викликаний Ніфонт II, але він не прийняв свого обрання. На початку 1503 року Патріархом був обраний Пахомій I, але на початку 1504 року Йоаким був переобраний, оскільки наближені до нього кола запропонували султану більшу данину, ніж та, яку запропонував силіврійський митрополит. Другого разу він залишився на троні на короткий час, протягом якого він подорожував на північ з наміром відновити дружні стосунки зі своїми політичними ворогами. Однак і Раду IV Валоський, і Богдан III Одноокий Молдавський відмовилися від миру з ним.
Він помер того ж року (1504) під час цих подорожей у Тирговішті або Сілістрі, і його наступником знову став Пахомій. Похований у монастирі Деалос у Тирговіште.

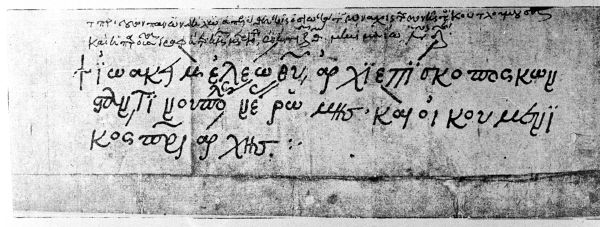
Рукопис підписаний Вселенським Патріархом Йоакимом I